# Herman Meyboom
Herman Meyboom (Surabaya, 23 agosto 1889 – ...) è stato un pallanuotista belga.

## Carriera
Esordì alle Olimpiadi di Londra nel 1908, disputando il torneo di pallanuoto e gareggiando nei 100m stile libero. Con la squadra belga di pallanuoto sconfisse al primo turno la Nazionale dei Paesi Bassi per 8-1, e successivamente quella svedese per 8-4; in finale i belgi vennero sconfitti 9-2 dalla Gran Bretagna, vincendo la medaglia d'argento. Nel nuoto, invece, non passò il primo turno.
Quattro anni più tardi partecipò, sempre con la squadra di pallanuoto, alle Olimpiadi di Stoccolma, dove la rappresentativa belga si piazzò sul terzo gradino del podio. Oltre alla pallanuoto, Meyboom ritentò nei 100m stile libero, non andando a podio nuovamente.

## Palmarès
- Argento ai Giochi olimpici di Londra 1908
- Bronzo ai Giochi olimpici di Stoccolma 1912